# Fritz-Pflaum-Hütte
Die Fritz-Pflaum-Hütte ist eine unbewirtschaftete Schutzhütte der Sektion Bayerland des Deutschen Alpenvereins, gelegen im Kaisergebirge in Tirol.

## Lage
Die Fritz-Pflaum-Hütte liegt im Griesner Kar auf 1865 m ü. A. und ist somit die höchstgelegene Hütte im Wilden Kaiser. Sie ist für Selbstversorger ganzjährig mit AV-Schlüssel zugänglich.

## Geschichte
Die Hütte wurde nach dem Alpinisten Fritz Pflaum benannt, der 1871 geboren wurde. Er war begeisterter Naturfreund, Sportsmann und ein Liebhaber des Wilden Kaisers. Am 25. August 1908 kam er auf einer schwierigen Tour zu Tode. Danach stifteten Angehörige, Freunde und Bekannte 8.000 Mark zur Erbauung der Fritz-Pflaum-Hütte, die am 25. August 1912, genau vier Jahre nach seinem Tod eingeweiht wurde. Sie wurde zwischenzeitlich in Griesenkarhütte umbenannt, was sich jedoch nie durchsetzte. Der Versuch einer einfachen Bewirtung im Frühjahr 2007 scheiterte am Verbot durch die Bezirkshauptmannschaft.

## Zustiege
Normalanstieg von der Griesner Alm im Kaiserbachtal über einen gut angelegten Steig in zahlreichen Serpentinen in 2½ Stunden zur Hütte (Höhenunterschied: 870 Meter). Die Alternative ist ein seltener begangener Steig von der Fischbachalm, ebenfalls im Kaiserbachtal gelegen, über die Latschenölbrennerei und das Kleine Griesner Tor in 3 Stunden zur Hütte. Dieser Weg ist etwas anspruchsvoller und nur mit Trittsicherheit begehbar.

## Übergänge
- Gaudeamushütte (1270 m) über Kleines Törl, Gildensteig und Wildererkanzel, Gehzeit: 3½ Stunden
- Ackerlhütte (1460 m)
  - über Kleines Törl, Gildensteig und Wilder-Kaiser-Steig, Gehzeit: 3 Stunden
  - über Ackerlspitze und Maukspitze, anspruchsvoll, Gehzeit: 5 Stunden
- Gruttenhütte (1620 m) über Kleines Törl, Gildensteig, Wilder-Kaiser-Steig, Jubiläumssteig, Gehzeit: 4 Stunden
- Stripsenjochhaus (1577 m) über Großes Griesner Tor, Hüttenweg, leicht, Gehzeit: 2½ Stunden

## Gipfelbesteigungen
- Mitterkaiser (2011 m), Gehzeit: 1 Stunde, schwer
- Regalmspitze (2253 m), Gehzeit: 2 Stunden, schwer
- Ackerlspitze (2329 m), Gehzeit: 2 Stunden, schwer
- Maukspitze (2231 m), Gehzeit: 3 Stunden, schwer
- Lärcheck (2123 m), Gehzeit: 2 Stunden, schwer

## Bilder

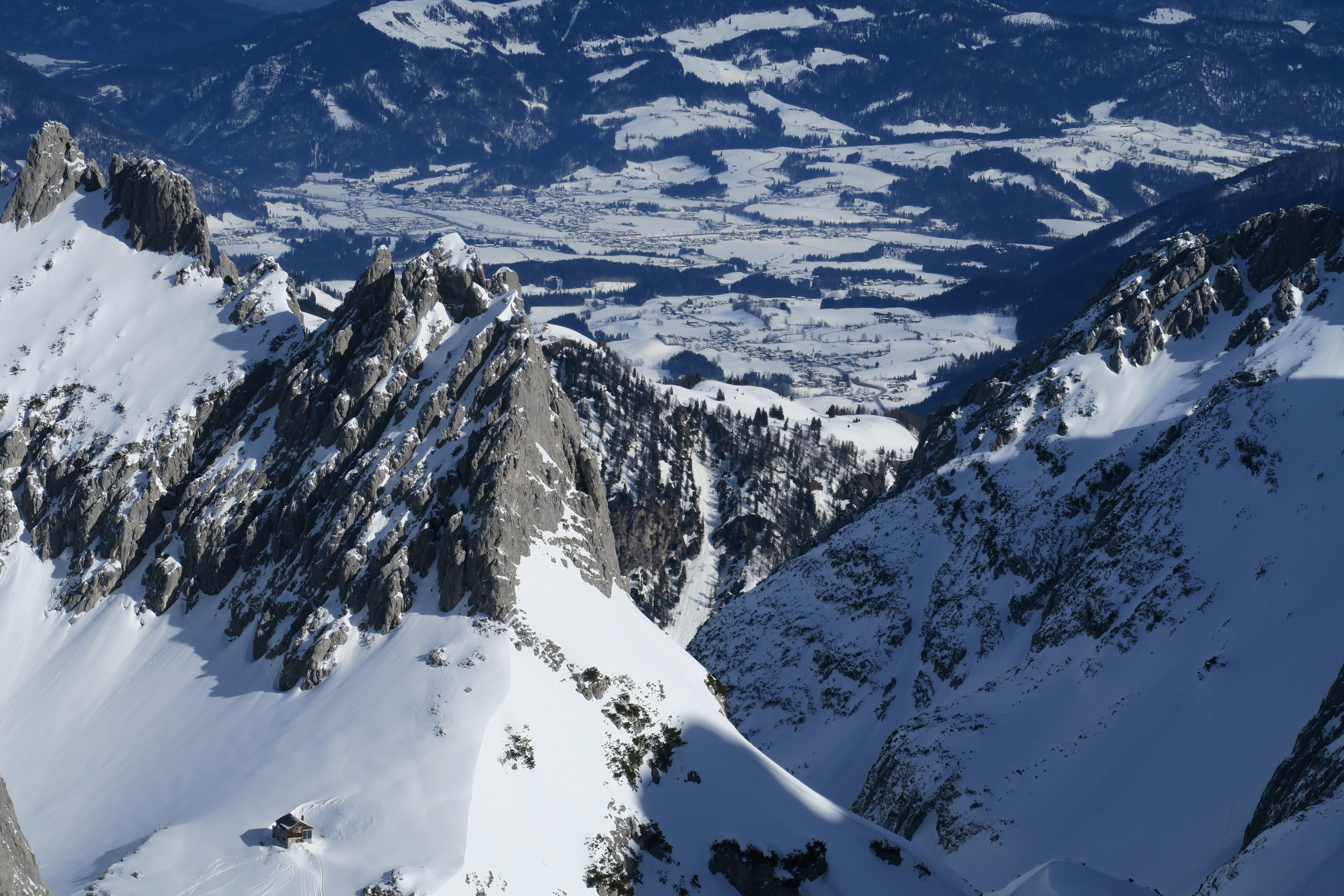
Fritz Pflaum Hütte mit Mitterkaiser
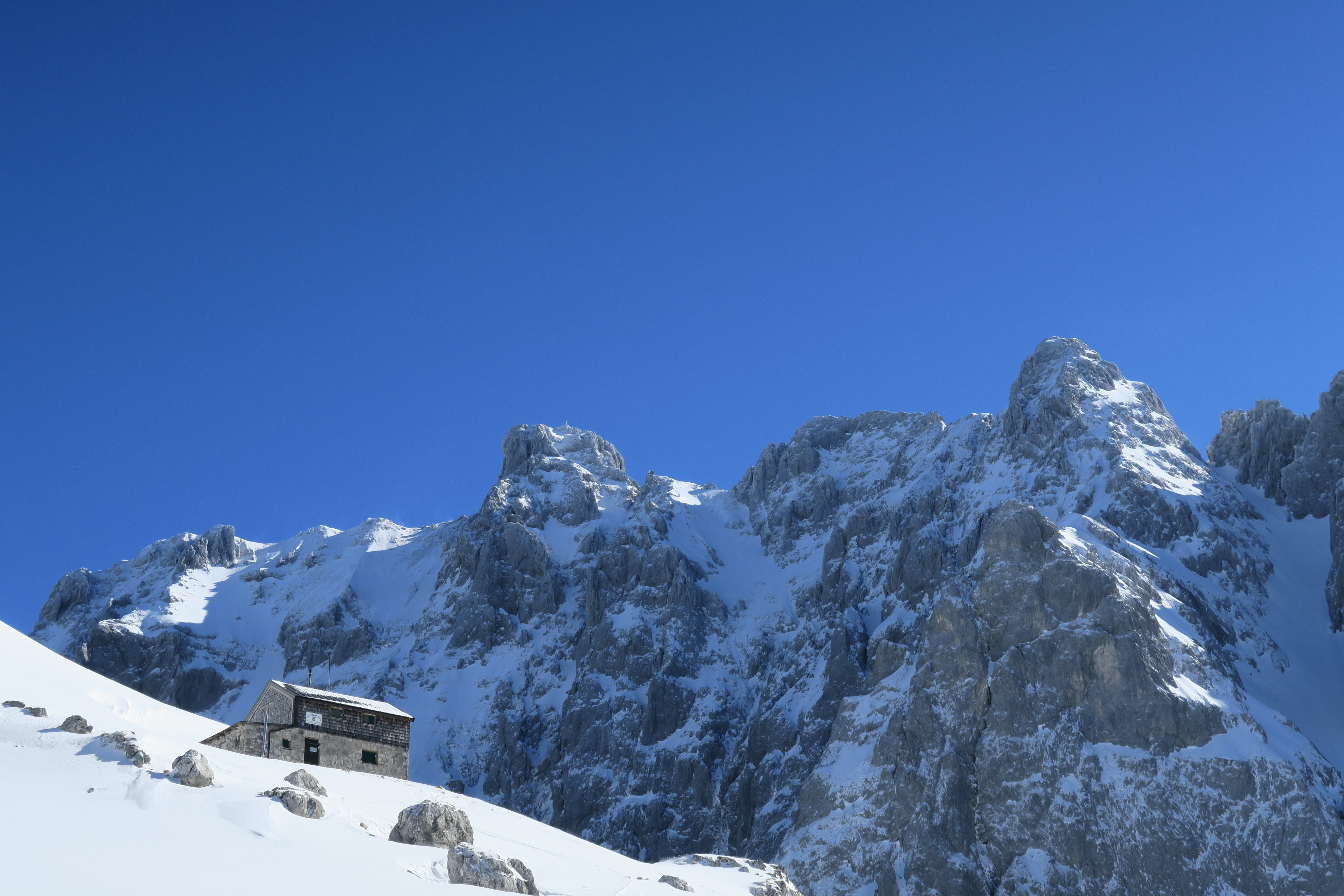
Fritz Pflaum Hütte von Norden